# بحيرة تانا
بحيرة تانا (أمهرية: ጣና ሐይቅ "طانا حَيْق"، قديما "تسانا"، أحيانا دمبيا نسبة إلى المنطقة شمال البحيرة) هي منبع النيل الأزرق وأكبر بحيرة في إثيوبيا. تقع في الشمال الغربي للمرتفعات الإثيوبية. وفقا للخلاصة الإحصائية لإثيوبيا 1967-1968: البحيرة طولها تقريبا 84 كم، وعرضها 66 كم. يبلغ أقصى عمق لها 15 متراً، وتقع على ارتفاع 1788 متراً. يغذي بحيرة تانا نهر أباي الصغير من جهة الجنوب، نهر كيلتي، نهرا ماجاش ودمبرا من جهة الشمال، نهرا جومارا ورب من جهة الشرق. تتراوح مساحة سطحها من 3000 كم2 إلى 3500 كم2 بناء على الموسم ومعدل سقوط الأمطار.

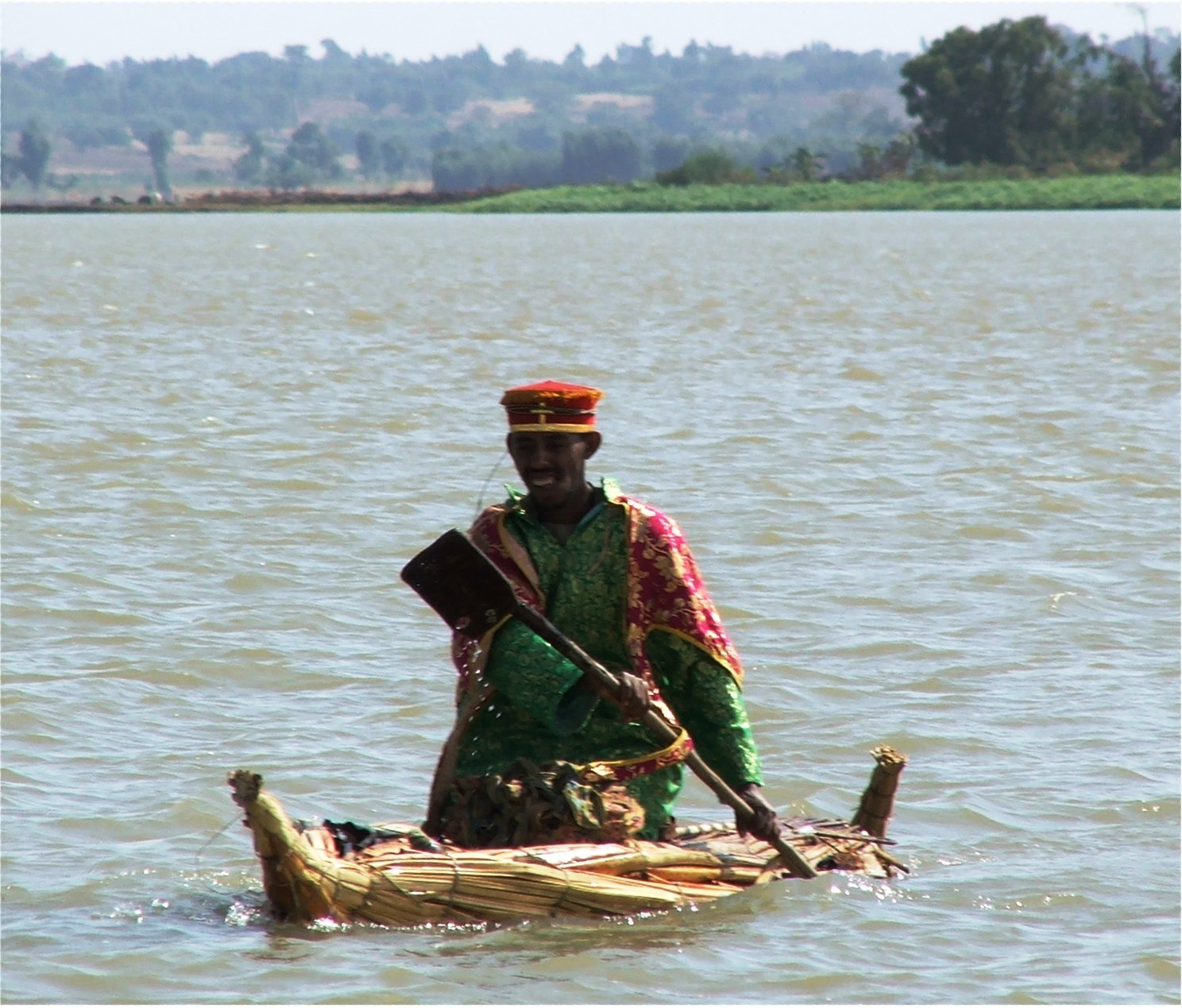
قس من كنيسة التوحيد يجدف في البحيرة على متن قارب خشبي

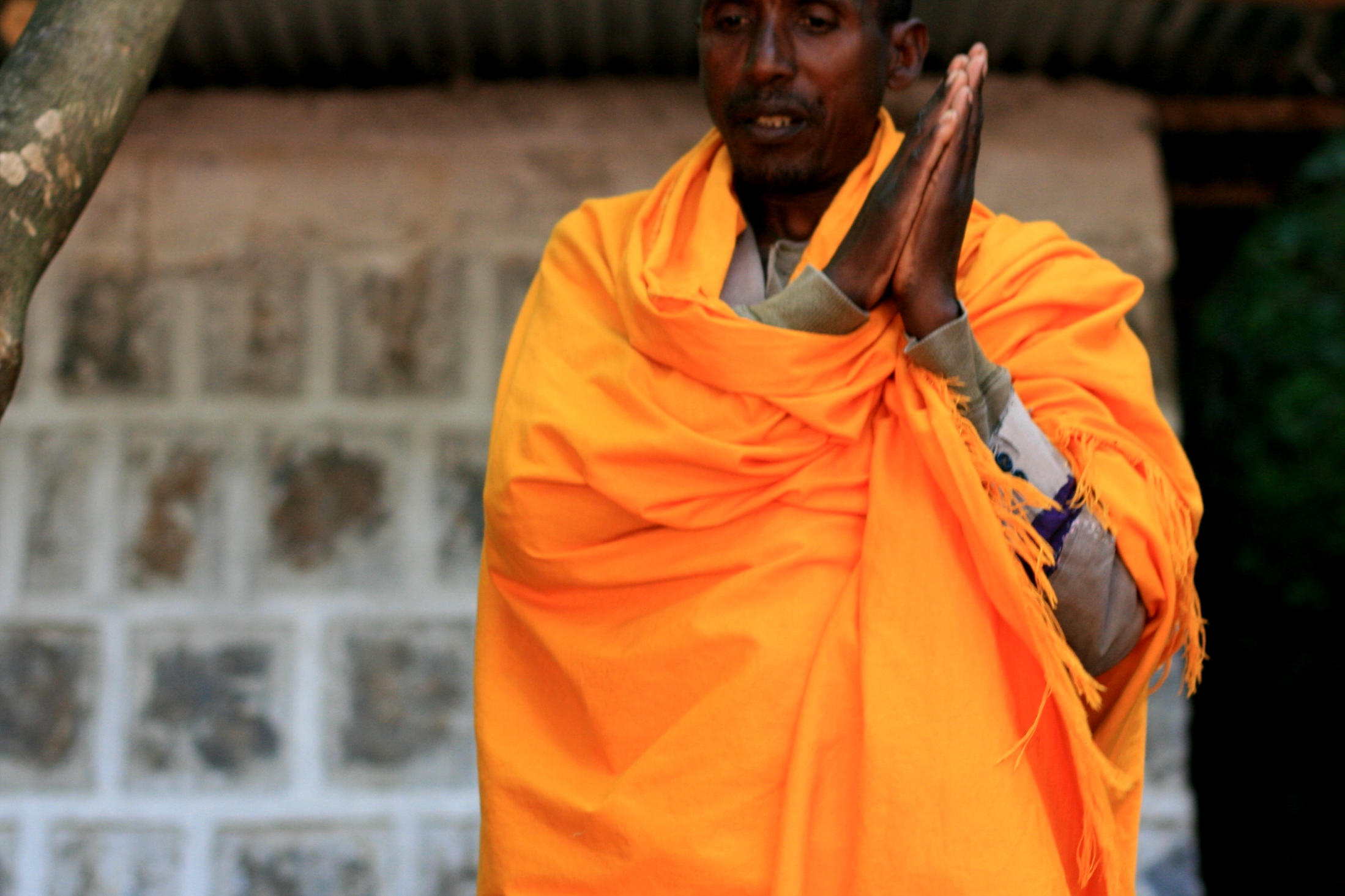
راهب من كنيسة التوحيد في دير من الديار الواقعة على ضفاف البحيرة